# Nova Xavantina
Nova Xavantina là một đô thị thuộc bang Mato Grosso, Brasil. Đô thị này có diện tích 5526,733 km², dân số năm 2007 là 18657 người, mật độ 3,78 người/km².